# Саут Холанд (Илиноис)
Саут Холанд (енгл. South Holland) град је у америчкој савезној држави Илиноис.

## Демографија
По попису из 2010. године број становника је 22.030, што је 117 (-0,5%) становника мање него 2000. године.
| Група             | 2000.          | 2010.          |
| Белци             | 9.664 (43,6%)  | 4.023 (18,3%)  |
| Афроамериканци    | 11.253 (50,8%) | 16.350 (74,2%) |
| Азијати           | 190 (0,9%)     | 135 (0,6%)     |
| Хиспаноамериканци | 836 (3,8%)     | 1.274 (5,8%)   |
| Укупно            | 22.147         | 22.030         |